# Punk in Drublic
Punk in Drublic — студийный альбом американской панк-группы NOFX, издан на Epitaph Records в 1994 году. Диск стал самым продаваемым релизом группы (на тот момент) и достиг золотого статуса в США, без какой-либо радио и телеподдержки. Также альбом стал одним из коммерчески успешных, выпущенных лейблом Epitaph. В чарте «Heatseekers» альбом достиг 12 места.

## Список композиций
Все песни — Fat Mike, кроме отмеченных:
1. «Linoleum» — 2:10
2. «Leave It Alone» (Fat Mike, Мелвин) — 2:04
3. «Dig» — 2:16
4. «The Cause» — 1:37
5. «Don’t Call Me White» — 2:33
6. «My Heart Is Yearning» — 2:23
7. «Perfect Government» (Марк Кэрри) — 2:06
8. «The Brews» — 2:40
9. «The Quass» — 1:18
10. «Dying Degree» — 1:50
11. «Fleas» — 1:48
12. «Lori Meyers» — 2:21
13. «Jeff Wears Birkenstocks?» — 1:26
14. «Punk Guy ('Cause He Does Punk Things)» — 1:08
15. «Happy Guy» — 1:58
16. «Reeko» — 3:05
17. «Scavenger Type» — 7:12

## Участники записи
- Майк Беркетт (Michael Burkett, «Fat Mike») — вокал, бас
- Эрик Мелвин (Eric Melvin) — гитара
- Эрик Сандин (Erik Sandin) — ударные
- Эль Хефе (El Hefe) — гитара, труба
- Марк Кэрри (Mark Curry) и Ким Шатук (Kim Shattuck) — бэк-вокал
- Крис Доуд (Chris Dowd) — тромбон в «Dig»
- Кенни Лайон (Kenny Lyon) — гитара
- Мистер Роджерс (Mr Rojers) — ударные
- Gang vocals in «The Brews» by New Jew Revue